# 마이트로
마이트로(Mytro 또는 MYTRO)는 SM 엔터테인먼트와 TV조선이 결성한 대한민국의 트로트 보이 그룹이다. 이 그룹은 한테이, 정윤재, 쇼헤이, 임채평, 서우혁으로 구성되어 있다. 데뷔 전 이 그룹은 데뷔 준비를 기록한 리얼리티 및 버라이어티 쇼인 진심누나(2024)에 출연했다.

## 구성원
- 한태이 (프로그램소년24의 첫 번째 졸업생) - 메인보컬
- 정윤재
- 쇼헤이 (두 번째 프로그램소년24 참가자) - 리더
- 임채평  (세 번째 프로그램소년24 참가자) - 메인보컬
- 서우혁

## 음반

### 사운드트랙 출연
- 둥지
- 물레야
- 님이여
- 밤밤밤
- 정녕
- 빈잔
- 어렵다
- 사랑이 미워
- 우리 어머니 내 꿈 찾아오면